# KV45
KV45, er en grav lokaliseret i Kongernes dal, i Egypten. Graven tilhører ædlen, Usheret fra det attende dynasti. Graven blev fundet 25. februar 1902 af Egyptologen Howard Carter, og er senere blevet udforsket yderligere af Donald P. Ryan.

## Beliggenhed
Kort over gravene i Kongernes Dal.
| Egyptens historie | Spire Denne artikel om Egyptens historie er en spire som bør udbygges. Du er velkommen til at hjælpe Wikipedia ved at udvide den. |

25°44′25″N 32°36′11″Ø / 25.7403°N 32.6031°Ø